# Leonard Cuff
Leonard Albert Cuff (* 28. März 1866 in Christchurch, Neuseeland; † 9. Oktober 1954 in Launceston auf Tasmanien, Australien) war ein bedeutender Athlet und Sportfunktionär in Neuseeland und Gründungsmitglied des Internationalen Olympischen Komitees.

## Leben und Wirken
Cuff war in seiner sportlich aktiven Zeit bester Weitspringer in Neuseeland. Als 1887 die New Zealand Amateur Athletic Association (NZAAA) gegründet wurde, war Cuff nicht nur einer der Gründerväter, sondern er übernahm auch die Position des Generalsekretärs, die er bis 1896 innehatte.
1890 organisierte Cuff erstmals eine Wettkampfreise für neuseeländische Amateursportler außerhalb ihres Heimatlandes, die sie auf den australischen Kontinent führte, wo sie an Meisterschaften der voneinander unabhängigen britischen Kolonien New South Wales, Queensland und Victoria teilnahmen. Die acht neuseeländischen Sportler, wobei Cuff selbst aktiv teilnahm, errangen in zwölf Wettbewerben sieben erste Plätze, fünf zweite Plätze und zwei dritte Plätze. Dieser Erfolg bestärkte einflussreiche Kreise in Neuseeland, das Team nach England zu schicken, um an den britischen Meisterschaften 1892 teilzunehmen. Das Unternehmen geriet zu einer nationalen Aufgabe, denn nicht nur, dass man im Mutterland England die sportlichen Leistungen in den Kolonien grundsätzlich mit Skepsis betrachtete, die Präsenz eines neuseeländischen Sportteams wäre eine Demonstration des wachsenden Selbstbewusstseins und Nationalstolzes der Kolonisten.
Vier Athleten reisten zusammen mit Cuff unter seiner Führung nach London. Hier war das Interesse, die Neugierde aber auch der Respekt groß, denn bisher hatte niemand die lange Reise um die halbe Welt auf sich genommen, um einen Wettkampf mit britischen Elitesportlern zu bestreiten. Die in London ansässige Amateur Athletic Association (AAA), die eine übergeordnete Funktion für alle Sportverbände innerhalb des British Empire hatte, übertrug die Betreuung der neuseeländischen Gäste auf einen ihrer bedeutendsten Funktionäre, Charles Herbert. Herbert schlug Cuff vor, die neuseeländischen Athleten sollten auch an einem Sportfest in Paris teilnehmen, dass die Union des sociétés françaises de sports athlétiques (USFSA) anlässlich ihres fünften Jahrestages ihres Bestehens organisierte. Generalsekretär der USFSA war Pierre de Coubertin.
Cuff und die übrigen neuseeländischen Athleten hielten sich nur zwei Tage in Paris auf. Zwangsläufig kam es auch zu einem Zusammentreffen von Cuff und Coubertin, wobei kaum mehr als Höflichkeiten und organisatorische Dinge ausgetauscht wurden. Dennoch sollte diese kurze Begegnung Folgen haben.
Coubertin, der mit einem internationalen Sportkongress 1894 an der Sorbonne in Paris, der später als erster Olympischer Kongress in die Geschichte eingehen sollte, die Wiederbelebung der Olympischen Spiele verfolgte, benötigte hierfür eine möglichst internationale und weltweite Beteiligung. Auch die Region Australasiens sollte vertreten sein. Auf Empfehlung von Charles Herbert erhielt Cuff von Coubertin eine Einladung zum Kongress. Im Gegensatz zu vielen anderen Persönlichkeiten, mit denen Coubertin schon vor dem Kongress einen regen Meinungsaustausch pflegte, war Cuff über das Vorhaben Coubertins schlecht informiert und konnte sich folglich keine Vorstellung von Olympischen Spielen machen. Dieser Umstand sollte Cuffs späteres Handeln stark beeinflussen.
Auf der Liste der Ehrenmitglieder des Kongresses stand auch der Name von Cuff, doch wie viele andere Personen auf dieser Liste war er tatsächlich nicht in Paris anwesend. Für Coubertin stellte dies kein Hinderungsgrund dar, Cuff trotzdem als Mitglied in das Internationale Olympische Komitee zu berufen, welches am 23. Juni 1894, dem letzten Tag des Kongresses, gegründet wurde. Coubertin vertraute auf Cuffs Verbindungen zu den Sportverbänden in Australasien und auf Cuffs Interesse am internationalen Sport, damit bei der durch den Kongress beschlossenen Ausrichtung der I. Olympischen Spiele 1896 in Athen eine Beteiligung möglichst vieler Nationen gewährleistet sei. Cuffs Berufung ins IOC hatte für Coubertin aber auch noch einen zweiten Grund, verschaffte Cuff als Neuseeländer dem Komitee dadurch doch ein internationales Flair und Prestige, was Coubertin für die Umsetzung seiner Ideen hilfreich sein sollte.
Cuffs Bemühungen für die Beteiligung neuseeländischer oder australischer Sportler bei den Spielen in Athen waren erfolglos. Einerseits fehlte die finanzielle Unterstützung für die Entsendung eines offiziellen Teams, das unter der Bezeichnung Australasien hätte starten sollen, andererseits wurden die Olympischen Spiele von den von Europa weit entfernten britischen Kolonien für deren nationale Weiterentwicklung nicht ernst genommen. Der einzige Australier in Athen, Edwin Flack, lebte in London und nahm auf rein privater Initiative an den Spielen teil. Mit seinen Siegen im 800-Meter-Lauf und im 1500-Meter-Lauf wuchs in Australien und Neuseeland jedoch schlagartig das Interesse an Olympischen Spielen.
Cuff hatte zur selben Zeit eine Reihe von Ämtern in verschiedenen Sportorganisationen, auch das des Generalsekretärs der NZAAA, wegen beruflicher und örtlicher Veränderung aufgegeben. 1897 siedelte er nach Melbourne über. Seine Teilnahme an diversen Sportkongressen zeugte trotz Rücktritt von seinen Ämtern, dass er noch immer ein einflussreicher Mann im Sportgeschehen von Australasien war. Auch Coubertin hielt an Cuff fest, obwohl dieser kein großes Bemühen mehr zeigte, sich für die Verbreitung der olympischen Bewegung in Australasien einzusetzen. Inzwischen gab es andere Personen, die sich dieser Aufgabe annahmen, insbesondere Richard Coombes, der eine bedeutende Rolle in der Amateur Athletics Union of Australasia (AAUA) hatte, einer neu gegründeten Dachorganisation der nationalen Sportverbände der Region.
1899 zog Cuff nach Tasmanien um. Sein Einfluss auf das Sportgeschehen nahm nun merklich ab. Auch hatte Coombes inzwischen eigene Kontakte zu Coubertin aufgebaut. Schließlich kam es zwischen Cuff und Coombes zu Unstimmigkeiten, denn Cuffs Inaktivität im IOC sah Coombes als Hindernis für die Weiterentwicklung der internationalen sportlichen Bedeutung Australasiens. Für Coubertin wäre ein Ausschluss der von ihm bestimmten Mitglieder undenkbar gewesen. Zudem war er über die Vorgänge in den fernen Regionen nur wenig informiert. So dauerte es bis 1905, dass Cuff von selbst seinen Rücktritt vom IOC erklärte und Richard Coombes als Nachfolger empfahl.
Als Cricketspieler absolvierte er zwischen 1886/87 und 1904/05 insgesamt 24 First-Class Spiele für Auckland, Canterbury und Tasmanien.
Cuff starb 1954 als letztes der 13 Gründungsmitglieder. In den meisten Publikationen bleibt er jedoch in Erinnerung als ein Mitglied, welches bei keinem IOC-Kongress, bei keiner IOC-Sitzung und bei keinen Olympischen Spielen dabei war.
Seit 2000 wird vom New Zealand Olympic Committee die Leonard A Cuff Medal für „contribution to Olympism in New Zealand“ vergeben.